# Europski sustav putnih informacija i autorizacije
██ Schengenski prostor
██ zemlje s otvorenim granicama prema Schengenskom prostoru (Monako, San Marino, Andora i Vatikan)
██ zemlja kandidat (Cipar)
Europski sustav putnih informacija i autorizacije (skr. ETIAS) planirani je elektronički sustav autorizacije Europske unije za posjetitelje oslobođene od vize koji putuju u schengensko područje (uključujući zemlje EFTA-e), kao i na Cipar. Planirano je da ETIAS košta 7 eura za 3 godine valjanosti ili do isteka putovnice, što god nastupi prije. Od kolovoza 2024. planirano je da ETIAS stupi na snagu do svibnja 2025. s planiranim prijelaznim razdobljem od šest mjeseci.
Prema Europskoj komisiji, planira se provesti „za identifikaciju sigurnosnih, neregularnih migracija ili visokih rizika od epidemije koje predstavljaju posjetitelji koji su oslobođeni vize.” To nije viza, i ne jamči ulaz.
ETIAS je prvi put predložila Europska komisija 2016. i službeno je uspostavljen Uredbom (EU) 2018/1240 Europskog parlamenta i Europskog vijeća od 12. rujna 2018. Zbog niza razloga, uključujući poteškoće u integraciji nacionalnih sustava različitih država članica u središnju bazu podataka, datum provedbe više puta odgođen je od siječnja 2021.
ETIAS je sličan drugim elektroničkim sustavima za autorizaciju putovanja, kao što su elektronički sustav za autorizaciju putovanja Sjedinjenih Država (ESTA) i elektronička autorizacija putovanja (ETA) Ujedinjenog Kraljevstva.

## Europske države koje zahtijevaju odobrenje putovanja ETIAS-a
Države za koje će trebati ETIAS su: Austrija, Belgija, Bugarska, Cipar, Češka, Danska, Estonija, Francuska, Finska, Grčka, Hrvatska, Island, Italija, Latvija, Lihtenštajn, Litva, Luksemburg, Mađarska, Malta, Nizozemska, Norveška, Njemačka, Poljska, Portugal, Rumunjska, Slovačka, Slovenija, Španjolska, Švedska i Švicarska.

## Državljani država koji će trebati ETIAS za putovanje u schengensko područje
Državljani koji će trebati ETIAS za putovanje u schengensko područje dolaze iz ovih država: 
Albanija, Antigva i Barbuda, Argentina, Australija, Bahami, Barbados, Bosna i Hercegovina, Brazil, Brunej, Crna Gora, Čile, Dominika, Gruzija, Grenada, Gvatemala, Honduras, Hong Kong, Istočni Timor, Izrael, Japan, Južna Koreja, Kanada, Kiribati, Kolumbija, Kosovo, Kostarika, Makao, Malezija, Maršalovi Otoci, Mauricijus, Meksiko, Mikronezija, Moldavija, Nikaragva, Novi Zeland, Palau, Panama, Paragvaj, Peru, Salvador, Samoa, Solomonski Otoci, Sejšeli, Singapur, Sjedinjene Američke Države, Sjeverna Makedonija, Srbija, Sveta Lucija, Sveti Kristofor i Nevis, Sveti Vincent i Grenadini, Tajvan, Tonga, Trinidad i Tobago, Tuvalu, Ukrajina, Ujedinjeni Arapski Emirati, Ujedinjeno Kraljevstvo, Urugvaj i Venezuela.

## Podnošenje zahtjeva za ETIAS odobrenje putovanja
Putnici koji su oslobođeni od obveze posjedovanja vize morat će ispuniti internetski obrazac zahtjeva koji je dostupan na službenoj stranici ETIAS-a (https://travel-europe.europa.eu/etias_en) ili putem službene mobilne aplikacije.
Podnošenje zahtjeva za ETIAS odobrenje putovanja iznosit će 7 EUR. Podnositelji zahtjeva mlađi od 18 ili stariji od 70 godina oslobođeni su plaćanja te pristojbe. Članovi obitelji građana EU-a ili državljana zemalja izvan EU koji imaju pravo na slobodno kretanje u cijeloj Europskoj uniji također su izuzeti od plaćanja pristojbe za podnošenje zahtjeva. .
Očekuje se da će se većina ETIAS zahtjeva obraditi u roku od nekoliko minuta. U nekim slučajevima taj postupak može trajati do 14 dana ako se od podnositelja zahtjeva zatraži da dostavi dodatne informacije ili dokumentaciju uz njihov zahtjev, ili do 30 dana ako bude pozvan na razgovor.
ETIAS odobrenje putovanja bit će povezano s putovnicom putnika i vrijedit će do tri godine ili do isteka valjanosti putovnice navedene u zahtjevu, ovisno o tome što nastupi ranije. Ako putnik dobije novu putovnicu, morat će dobiti novo ETIAS odobrenje putovanja.
Uz valjano ETIAS odobrenje putovanja putnici oslobođeni od obveze posjedovanja vize mogu ući na državno područje 30 europskih zemalja koliko god često to žele s ciljem kratkotrajnog boravka – obično do 90 dana tijekom bilo kojeg razdoblja od 180 dana. Međutim, to ne jamči ulazak u EU. Pri dolasku na granicu službenik graničnog nadzora zatražit će na uvid putovnicu i druge isprave putnika te provjeriti jesu li ispunjeni uvjeti za ulazak definirane u Zakoniku o šengenskim granicama.
Podnositelji zahtjeva imat će pravo žalbe u slučaju ako je njihov ETIAS zahtjev odbijen, ukinut ili poništen. Žalbe će rješavati odgovarajuća nadležna tijela europskih zemalja koje zahtijevaju ETIAS odobrenje putovanja.
EU je putnike upozorila na neslužbene ETIAS internet stranice navodeći da, iako neke od tih Internet stranica vode stvarna poduzeća, neka druga poduzeća možda postupaju nepošteno.